# Richard Roth
Richard Roth (Palo Alto, Estados Unidos, 26 de septiembre de 1947) es un nadador estadounidense retirado especializado en pruebas de cuatro estilos, donde consiguió ser campeón olímpico en 1964 en los 400 metros.

## Carrera deportiva
En los Juegos Olímpicos de Tokio 1964 ganó la medalla de oro en los 400 metros estilos, donde además batió el récord del mundo con 4:45.4 segundos, por delante de su compatriota Roy Saari y del alemán Gerhard Hetz (bronce con 4:51.0 segundos).
Y en la Universiada de 1965 celebrada en Budapest ganó dos medallas de oro: en la misma prueba de 400 metros estilos, y en los relevos de 4x200 metros estilo libre.

## Palmarés internacional
| Juegos Olímpicos | Juegos Olímpicos | Juegos Olímpicos | Juegos Olímpicos |
| Año              | Lugar            | Medalla          | Prueba           |
| ---------------- | ---------------- | ---------------- | ---------------- |
| 1964             | Tokio (Japón)    | Medalla de oro   | 400 m estilos    |